# Sinotmethis amicus
Sinotmethis amicus är en insektsart som beskrevs av Bei-bienko 1959. Sinotmethis amicus ingår i släktet Sinotmethis och familjen Pamphagidae. Inga underarter finns listade i Catalogue of Life.